# Tachtigjarige Oorlog, 1579–1588

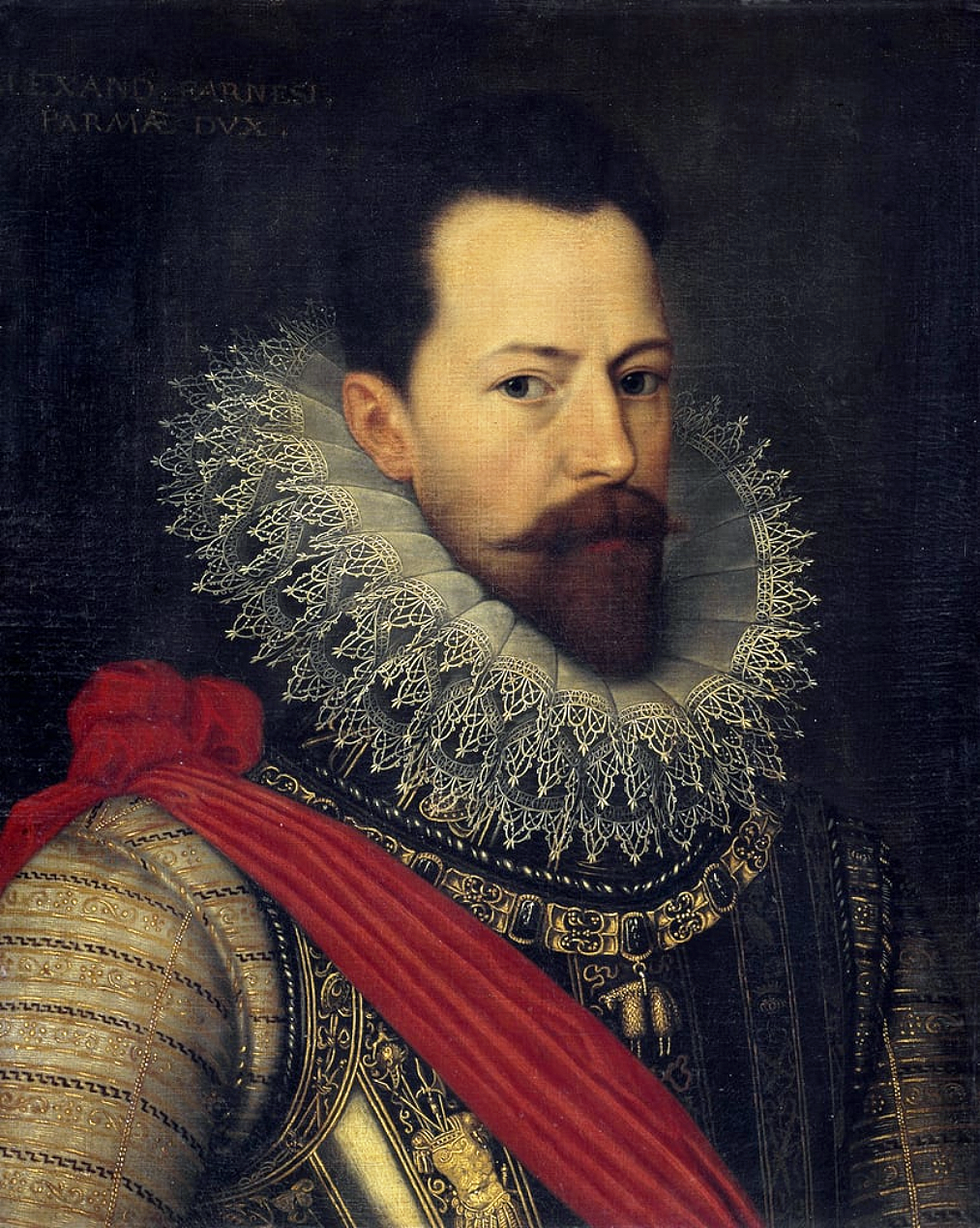
Onder leiding van Alexander Farnese, de hertog van Parma, heroverde het Spaanse Leger grote delen van de Nederlanden in de jaren 1580.

De periode 1579–1588 in de Tachtigjarige Oorlog (later Parma's negen jaren) is de fase vanaf het uiteenvallen van de gezamenlijke opstand tegen het Spaanse Rijk door een groep gewesten verenigd in de Unie van Atrecht en Unie van Utrecht in januari 1579, tot aan het ontstaan van de Republiek der Verenigde Nederlanden in de jaren  van de Spaanse Armada en de verwoesting daarvan in het jaar 1588. In deze periode heroverde de Spaanse generaal Alexander Farnese, sinds 1586 hertog van Parma, grote delen van de in opstand gekomen Habsburgse Nederlanden.
Hoewel alle Staten-Generaal van de Nederlanden (behalve Luxemburg) in 1576 de Pacificatie van Gent en in 1577 de Unie van Brussel sloten in een gezamenlijk katholiek–protestantse opstand tegen de Spaanse regering, werden ze door onderlinge conflicten en de militaire en diplomatieke successen van de Spaanse landvoogden Don Juan van Oostenrijk en Alexander Farnese uit elkaar gespeeld, waarna de malcontente katholieke adel in Artesië, Henegouwen en Dowaai op 6 januari 1579 de Unie van Atrecht sloot en daarmee terugkeerde naar gehoorzaamheid aan de Spaanse kroon. In reactie daarop smeedden de meeste overgebleven opstandige provincies en steden op 23 januari 1579 de Unie van Utrecht (of traden deze later bij), een nader militair bondgenootschapsverdrag dat later de belangrijkste fundamentele wet van de Verenigde Provinciën zou worden. Op 26 juli 1581 namen deze gewesten het Plakkaat van Verlatinghe aan, een de facto onafhankelijkheidsverklaring tegenover koning Filips II van Spanje. De zich langzaam vormende staat worstelde met het vinden van een geschikt nieuw soeverein staatshoofd, inclusief Matthias van Oostenrijk, Frans van Anjou, Willem van Oranje en Robert van Leicester, voordat ze het opgaven en met de Deductie van Vrancken op 12 april 1588 de republiek uitriepen. Ondertussen vervolgde de hertog van Parma zijn succesvolle militaire en diplomatieke opmars en bracht steeds meer gewesten en steden in de zuidelijke, oostelijke en noordoostelijke delen van de Nederlanden in koningsgezinde handen. Parma's grootste wapenfeit was het Beleg van Antwerpen (1584-1585), maar na de val van Antwerp stokte zijn opmars min of meer en deze kwam ten einde met de verwoesting van de Spaanse Armada (juli–augustus 1588) en toen Filips II hem in september 1589 bevel gaf om zich te bemoeien met de Hugenotenoorlogen om te voorkomen dat Hendrik IV Frankrijk een protestantse staat zou maken. Deze ontwikkelingen gaven de Republiek adempauze en een nieuwe fase brak aan: de Tien jaren (1588–1598).

## Historiografie

Historici hebben enigszins afwijkende opvattingen over de periodisering van deze fase van de Tachtigjarige Oorlog. Terwijl Encarta Winkler Prins (2002) de jaren 1579–1588 opnam in zijn grotere "Tweede tijdperk: de scheuring (1576–1588)" en Mulder et al. (2008) in hun nog langere periode "Het Noorden op weg naar zelfstandigheid, 1573–1588", beschouwde Groenveld (2009) 1575/6–1579 als een afzonderlijk tijdperk van 'drie jaren van matiging' waarin Oranje had geprobeerd om een algemene religievrede te bereiken, terwijl de Unie van Utrecht het begin markeerde (of daarmee samenviel) van 'een nieuwe fase van geweld', 'waarin Parma met behulp van zijn troepen én met diplomatie steeds meer zuidelijke gewesten onder gehoorzaamheid van Filips II terugbracht.' In dezelfde trant merkte Van der Lem (1995) 1576 aan als 'het jaar van de algemene Opstand tegen Spanje' en 1579 als 'het jaar van de scheiding van de Nederlanden in de Unies van Atrecht en Utrecht'; hij beschreef de tussenliggende periode van 1576–1579 als een tijd waarin 'de middenpartij' 'kortstondig succes' genoot middels de Pacificatie van Gent.
Hoewel men het er algemeen over eens is dat de periode die begon in 1579 (of eerder) eindigde in of rond 1588, zijn historici het niet eens over de redenen en het exacte moment waarop dit gebeurde. Groenveld (2009) was gericht op de institutionele en politieke aspecten van de Deductie van Vrancken van 12 april 1588, waarmee de Verenigde Provinciën formeel de Republiek werden: een staat zonder monarch aan het hoofd, maar soevereine Provinciale Staten. Robert Fruins klassieke werk uit 1857 over de periode 1588–1598, die hij de  "Tien jaren" noemde,, noemde de oorsprong van de Republiek in 1588 slechts terloops (hoofdstuk IV). Voor Fruin was het keerpunt militair: de vernietiging van de Spaanse Armada (hoofdstuk II) begon de 'tegenspoed, door Philips van nu aan bijna onafgebroken geleden, [die] meer aan zijn eigene misslagen dan aan het overleg zijner vijanden toe te schrijven [is]. (...) De aanslag op Engeland, roekeloos gewaagd, liep te niet, en belette de onderwerping der Nederlanden.' Van der Lem (1995) beschouwde de moord op Willem van Oranje in 1584 als een keerpunt, met het argument dat zijn politieke en religieuze idealen samen met hem stierven, maar hij merkte op dat Henri Pirenne het belang van Oranjes dood weinig waarde toekende met het oog op Parma's schijnbaar onstuitbare militaire opmars.
In hun Atlas van de algemene en Belgische geschiedenis (2001 [1971]) gaven Franz Hayt, Jos Grommen en Roger Janssen de periode 1579–1588 de naam Negen jaren, in navolging van de term Tien jaren van Fruin.

## Voorgeschiedenis
Alexander Farnese was vanaf de dood van Don Juan van Oostenrijk in oktober 1578 de landvoogd van de Nederlanden en nam de taak op zich om de opstandige gewesten (verenigd door de Pacificatie van Gent en de Unie van Brussel) weer te onderwerpen aan Spanje. Deze gewesten hadden met de nederlaag in de Slag bij Gembloers een zware klap gekregen. Farnese kreeg nu van zijn koning Filips II de opdracht de genadeslag toe te dienen.

## Verloop

### Atrecht versus Utrecht
Parma (Farnese) was nauwelijks begonnen aan zijn herovering, toen op 6 januari 1579 de gewesten Artesië, Henegouwen en Rijsels-Vlaanderen de staatse partij verlieten en de Unie van Atrecht oprichtten. Zij wilden zich zonder te vechten overgeven aan Spanje en waren bereid tot het erkennen van het katholicisme als godsdienst, maar de privileges moesten worden hersteld, de Spaanse soldaten moesten verdwijnen en de leden van de Raad van State moesten voor twee derde deel met instemming van de Staten worden gekozen. Dit was goed nieuws voor Parma, die echter op zijn hoede bleef en de situatie goed onderzocht, om te controleren of de gewesten werkelijk goedgezind waren, en of hun eisen aan Spanje redelijk waren om op in te gaan (het zogenaamde 'Project van Reconciliatie' [= verzoening]). Op 4 oktober aanvaardde Parma de gewesten terug onder Spaans gezag.
De andere gewesten gaven zich echter niet zonder slag of stoot over. Integendeel verenigden zij zich in de 'Nadere Unie': de Unie van Utrecht (23 januari 1579), die zich fel zou verzetten tegen de Spaanse opmars. De meeste steden boven de taalgrens, op 's-Hertogenbosch en Mechelen (waar de protestanten faalden de macht te grijpen) en Leuven (dat reeds in Spaanse handen was), na, sloten zich bij de Unie aan.

### Strijd om het Zuidoosten en het Noordoosten

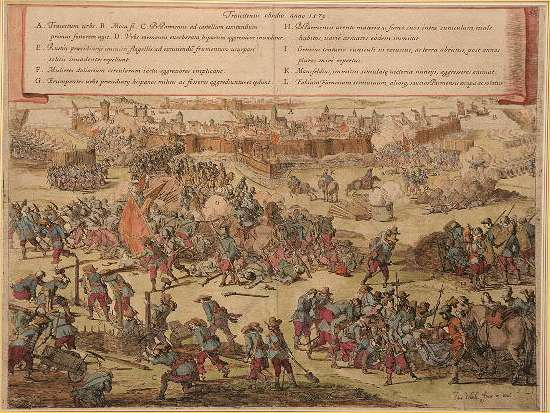
Het beleg van Maastricht in 1579.
Famiano Strada: De Bello Belgico.

Parma had zijn leger versterkt tot twintigduizend soldaten dankzij de troepen van de malcontenten. Het geallieerde leger had Kerpen, Erkelenz, Weert en Eindhoven al geplunderd daarna trok Parma's leger via de Kempen in de richting van Antwerpen, daar vond als afleiding van zijn werkelijke doel de slag bij Borgerhout plaats op 2 maart waarna het leger naar Maastricht trok en daar arriveerde op 12 maart. Parma's leger veroverde de stad na een zwaar beleg op 29 juni, gevolgd door een plundering en een bloedbad.
Het klooster Hoogcruts werd in 1579 ook nog door Parma's troepen in brand gestoken als represaille omdat het de vergaderlocatie was van de staten van Limburg en Overmaas die niet spaansgezind waren.
In 1580 startte Parma zijn veldtocht met de innames van Mortagne, Saint-Amand en het blaken en brandschatten van de streek rondom Doornik en Rijsel. In de zomer had hij een ontmoeting met zijn moeder in Namen.
Ondertussen had ook George van Lalaing (graaf van Rennenberg), door de Staatsen tot stadhouder van Friesland en Groningen, Drenthe en Overijssel benoemd, maar door zijn adellijke verwanten in het zuidelijke Henegouwen voortdurend aangezocht tot trouw aan de koning, en zelf nog steeds katholiek, definitief deze laatste kaart getrokken. Hij was daartoe grotendeels door Alexander Farnese bewerkt, en beïnvloed door de noordelijke katholieken en talrijke koningsgezinden te Groningen, aan het hoofd van wie hij op 3 maart 1580 zich publiekelijk voor onderwerping aan het koninklijk gezag uitsprak. Dit werd in het noorden, met name bij de calvinisten, aangevoeld als het verraad van Rennenberg. Men vreesde immers voor een verder domino-effect. Het was namelijk geen geheim, dat niet alleen te Groningen, maar even goed in Friesland, Drenthe en Overijssel, zeer veel katholieken al sinds lang vurig uitkeken naar de komst van de door de prins van Parma telkens beloofde troepen, die hen onder hun oude stadhouder Caspar de Robles zouden komen verlossen van het juk der calvinisten.
In Zwolle en Deventer, Twente en Salland kwamen inderdaad talloze verbitterde koningsgezinden, de 'Desperaten', in opstand tegen de plunderingen van de Staatse benden. Wolter Hegeman nam Anholt, Bredevoort en Groenlo in voor de Staatsen, op 7 september 1580. Maar de staatsen sloegen op de vlucht toen zij merkten dat Jacob van Bronckhorst-Batenburg, de koningsgezinde heer van Anholt en Bredevoort met Johan Struif kwam opdagen met tweeëntwintig vendels voetvolk en zeshonderd ruiters. (Zij belegerden in 1582 Lochem, maar deze stad werd door de staatsen ontzet na een beleg van drie maanden door Francisco Verdugo en Jacob van Bronckhorst-Batenburg.)
Rennenberg trok intussen van Oldenzaal naar Zwolle, maar was niet tegen de bezetting van Zwolle opgewassen, hij ondernam daarna tevergeefs een aanval op Doetinchem, maar liet vervolgens in Groenlo wat volk achter, dat de Staatsen zonder bezetting achtergelaten hadden. Hij zond het voetvolk naar Ommen, de ruiters via Coevorden voor het beleg van Steenwijk (1580-1581).
De staatsen poogden Groningen snel te heroveren, maar Rennenberg kon de stad verdedigen tot een door Alexander Farnese afgezonden leger onder de gevreesde Duitse condottiere Maarten Schenk van Nydeggen haar kwam ontzetten. Na een bemiddeling van Willem van Oranje kreeg hij enkel de steden Groningen, Delfzijl en Oldenzaal mee. Dit was opnieuw een opsteker voor Parma, waarbij een groot gebied zich zonder strijd overgaf.

### Herovering Brabant en Vlaanderen
Ondertussen deed de staatse burggraaf van Brussel pogingen om de omliggende Spaansgezinde steden te veroveren voor de opstand. en werd Mechelen veroverd (de 'Engelse Furie'); een soortgelijke aanval op Halle mislukte. Van den Tympels inspanningen maakten weinig verschil; Parma veroverde Diest en zette zijn opmars voort.
In de jaren 1581-1583 boekte Parma vooral terreinwinst in Brabant en Vlaanderen, terwijl enkele noordelijke steden door Rennenberg ingenomen werden. Een eerste poging om Steenwijk te veroveren had echter geen succes, en Rennenberg, die al een tijdlang verzwakt was door ziekte, overleed op 23 juli 1581 te Groningen; hij werd opgevolgd als stadhouder van de noordoostelijke gewesten door Francisco Verdugo. Zijn overste Baptiste de Taxis slaagde er ten slotte in de nacht van 16 op 17 november 1582 Steenwijk alsnog te berennen. De Unie van Utrecht haalde in een poging eenheid te smeden en steun van Frankrijk te verwerven, op voorstel van Willem van Oranje, Frans van Anjou binnen als landvoogd, maar deze was uit op meer macht en trachtte deze onsuccesvol met geweld te verkrijgen, waarna men hem verdreef. Parma legde zich toe met de belegeringen van Kamerijk van september tot 17 augustus en Doornik van 10 oktober tot 30 november 1581. Door veroveringen van malcontenten kwamen steden als Aalst weer aan koningszijde, terwijl Parma zich toelegde op Oudenaarde van 19 april tot 5 juli. Hij verbleef enkele dagen in de stad, totdat hij nieuws vernam over de aankomt van Spaanse en Italiaanse versterkingen in Luxemburg. Hij was verheugd daarover en trok naar Luxemburg om zich daar aan te sluiten. Aalst was weer door staatsen heroverd, maar de bezetting had al tijden geen soldij meer ontvangen. Als Parma vier maanden achterstallig soldij zou betalen, met toezegging op de overige vier maanden, zouden zij de stad tegen betaling van 30.000 kronen overdragen aan Parma. De koop werd besloten, Parma betaalde en de stad werd overgedragen. Van oktober 1583 tot 17 september 1584  werd Gent belegerd. Na de inname van Gent werd Fréderic Perrenot bevrijd die sinds 1578 gevangen zat, hij werd benoemd tot nieuwe gouverneur van de stad.

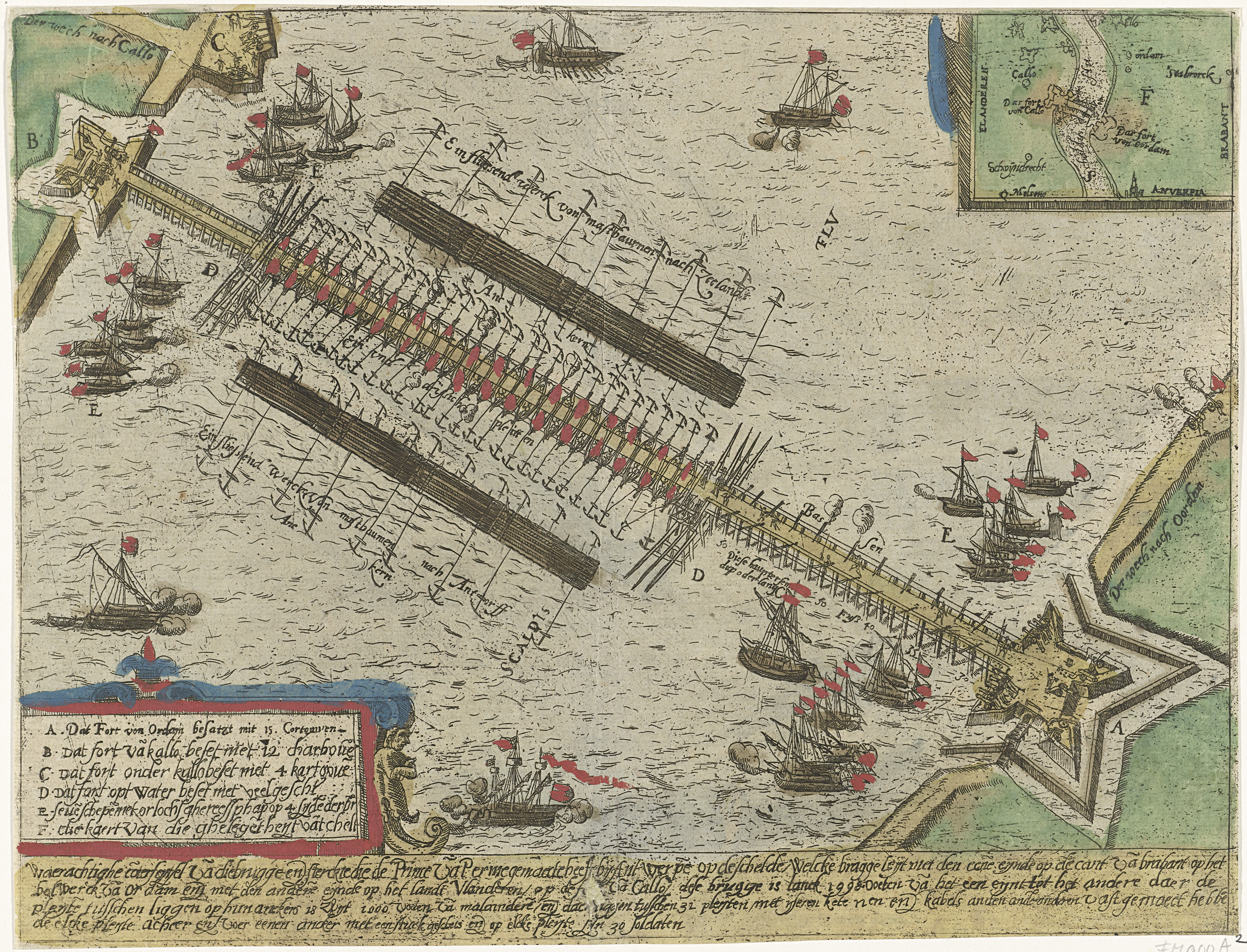
Parma's schipbrug over de Schelde, waarmee hij bevoorrading van Antwerpen vanuit het noorden belette

De grote steden van Vlaanderen, Brugge en Gent, werden veroverd in 1584, en met de inname van Antwerpen moest ook Brabant eraan geloven, waarmee heel het zuiden weer Spaans zou worden. Parma had intussen bedacht wat de beste manier zou zijn om op Antwerpen te bemachtigen: de toevoer afsnijden en de stad uithongeren. Rond Antwerpen werd de route tussen Antwerpen en Dendermonde afgesloten. Er werden forten en schansen gebouwd, zodat de handel tussen Gent, Dendermonde en Antwerpen afgesneden zou zijn. Ook werden er schansen en steden rondom Antwerpen veroverd zodat Parma de Brusselse vaart kon beheersen. Beveren werd versterkt, het dorp Kallo werd ontruimd en bezet. Mansfeld en Mondragon trokken bij Cruibeke de Schelde over, hoewel het Zeeuwse admiraalsschip dit tevergeefs probeerde te verhinderen. Parma splitste zijn leger om de schansen Lillo en Liefkenshoek te bemachtigen. De volgende dag was ook Doel bezet, 15 juli Zwijndrecht, op 17 juli Herenthals. Mondragon was intussen naar Lillo opgerukt. Deze schans werd zo fel verdedigd dat het Mondragon nog drie weken tijd kostte voordat de schans ingenomen was.
Parma liet een 730 meter lange schipbrug over de Schelde bouwen. Na de voltooiing van die barricade in februari 1585 kon de uithongering van de stad beginnen. Alle pogingen vanuit de stad zelf en de staatse vloot om de schipbrug op de rivier te doorbreken mislukten, evenals de bouw van het pantserschip Fin de la guerre. Intussen hadden Parma's werklieden zes maanden onophoudelijk aan de schipbrug gewerkt. Al op 25 februari kon het verkeer over de brug passeren. De brug en de omliggende schansen zou een strijdtoneel worden in mei. De laatste hoop op ontzet was nu gericht op de verovering van de Kouwensteinsedijk. Als de staatsen erin zouden slagen om de Kouwensteinsedijk te veroveren zou Parma's brug zelfs nutteloos zijn. Parma's troepen zouden dan verdrinken, of minstens gedwongen zijn om het beleg op te breken. Zowel de aanslag op Parma's brug als de slag op de Kouwensteinsedijk mislukten.

### Opmars in Gelre en Overijssel
Groenlo (1580), Enschede (1581), Zutphen (1583), Doesburg en Nijmegen (1585) waren weer onder Spaans gezag gebracht. In 1586 werd Parma door Filips II tegen Frankrijk gestuurd, zodat hij niet zelf meer tegen de opstandelingen kon strijden en enkele officieren het over moesten nemen. Deze veroverden nog Venlo (1586), Grave en Sluis. Na vergeefse pogingen om een vorst te vinden, besloten de Noordelijke Nederlanden in 1587 een republiek te worden. De Engelse hulp die geboden werd, hielp weinig. Koningin Elizabeth I van Engeland had in het geheim Robert Dudley naar de Nederlanden gestuurd, tezamen met 5000 soldaten. Zijn militaire acties en zijn plannen om in Utrecht een centrale macht op te bouwen hadden weinig succes. De gewesten stuurden hem daarom in 1587 het land uit. De Schans voor Zutphen en de stad Deventer zijn door de Engelsen "verraden" aan de Spanjaarden; ze slaagden er niet in om het beleg van Zutphen (1586) in Staats voordeel te beslissen.

## Einde
Het krijgsontwerp van Filips II om Engeland te veroveren met een reusachtige vloot, de Spaanse Armada, werd een rampzalige mislukking; de Slag bij Grevelingen op 8 augustus 1588 werd een verpletterende nederlaag voor Spanje. Daarna was het leger uitgeschakeld en niet bij machte om nog verder ten strijde te trekken tegen de inmiddels ontstane Republiek der Zeven Verenigde Nederlanden. Het jaartal 1588 wordt dan ook gezien als het einde van Parma's negen jaren. Het mislukte beleg van Bergen op Zoom was een smet op de roemrijke carrière van Parma geweest. Zijn vijanden profiteerden hiervan door hem bij koning Filips in diskrediet te brengen. Onbekwaamheid, traagheid, omkoping en zelfs verraad waren woorden die aan het Spaanse hof in de mond werden genomen.
De Republiek reageerde hierop met een tegenoffensief onder leiding van Maurits van Nassau en Willem Lodewijk. Dit zou bekend komen te staan als de Tien jaren. Parma's laatste militaire operatie in de Nederlanden was het Beleg van Heusden (1589) waarvan hij vanwege gezondheidsproblemen de operatie moest uitbesteden aan Mansfeld.